# Benjamin Jowett

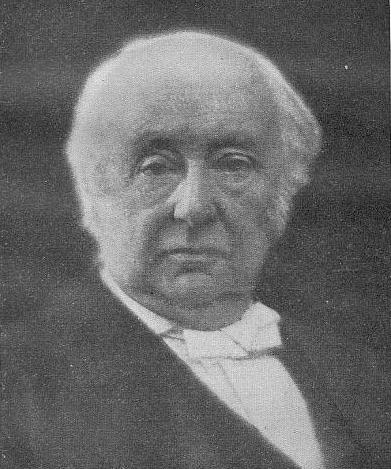
Benjamin Jowett

Benjamin Jowett (* 15. April 1817 in Camberwell; † 1. Oktober 1893 in Oxford) war ein englischer Theologe und Philologe. Er edierte und übersetzte zahlreiche Autoren der klassischen Antike, darunter Thukydides, Platon und Aristoteles.

## Leben
Jowett war am Balliol College der University of Oxford tätig, von 1855 an als Master. Unter seinem Rektorat stieg das Balliol auf einen der ersten Plätze unter den Oxford Colleges auf. Er zählte ab 1860 zu den engsten Freunden von Florence Nightingale und war gemeinsam mit ihr an Reformbemühungen in Britisch-Indien beteiligt. 1872 wurde er in die American Academy of Arts and Sciences gewählt.
Er wurde auf dem Friedhof St Sepulchre’s Cemetery in Jericho (Oxford) begraben.